# ISO 3166-2:IE
Kody ISO 3166-2 dla hrabstw w Irlandii:
- IE-C	Cork
- IE-CE	Clare
- IE-CN	Cavan
- IE-CW	Carlow
- IE-D	Dublin
- IE-DL	Donegal
- IE-G	Galway
- IE-KE	Kildare
- IE-KK	Kilkenny
- IE-KY	Kerry
- IE-LD	Longford
- IE-LH	Louth
- IE-LK	Limerick
- IE-LM	Leitrim
- IE-LS	Laois
- IE-ME	Meath
- IE-MN	Monaghan
- IE-MO Mayo
- IE-OY Offaly
- IE-RN Roscommon
- IE-SO Sligo
- IE-TA Tipperary
- IE-WD Waterford
- IE-WH Westmeath
- IE-WW Wicklow
- IE-WX Wexford